# Saint-Pourçain-sur-Sioule
Saint-Pourçain-sur-Sioule è un comune francese di 5 188 abitanti situato nel dipartimento dell'Allier della regione dell'Alvernia-Rodano-Alpi.

## Società

### Evoluzione demografica
Abitanti censiti